# Турица (приток Окчи)
Турица (устар. Тура) — река на западе Тверской области, правый приток реки Окча (бассейн Западной Двины). Длина реки составляет 14,2 км.

## Течение
Турица протекает на территории Понизовского и Речанского сельских поселений Торопецкого района. Начинается в километре северо-восточнее деревни Покровское. Течёт в целом на юго-запад по ненаселённой местности, принимает многочисленные мелкие ручьи. 

## Притоки
Основные притоки — Локотовка и Костюховка — оба правые.

## Населённые пункты
На реке расположена деревня Покровское. Ранее на берегу Турицы также находились деревни Городец, Авдюхово, Сысоево, Заручевье и другие. 

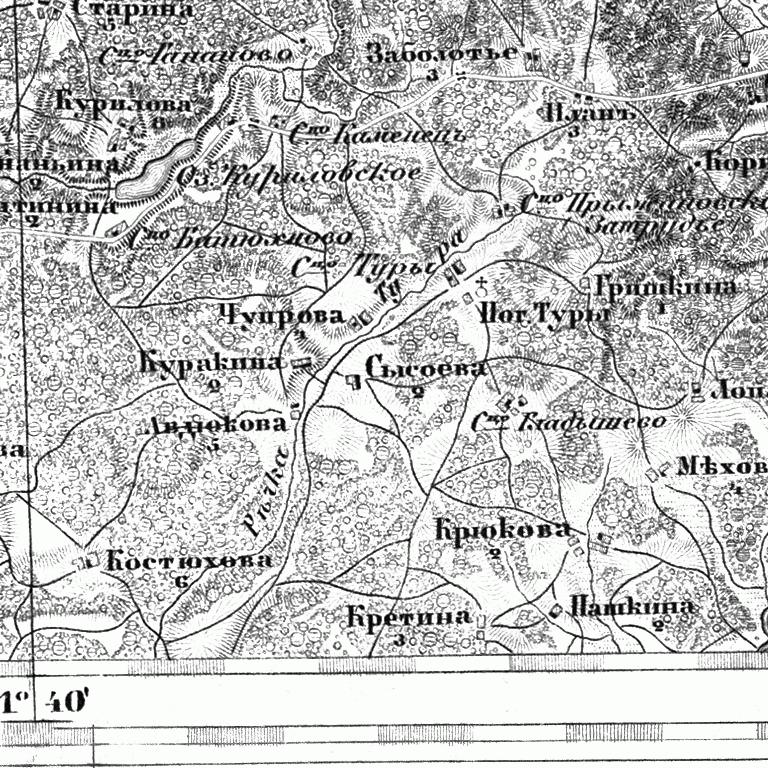
Карта 1871 года. Верхний участок Турицы подписан как Тура.